# شق اللسان

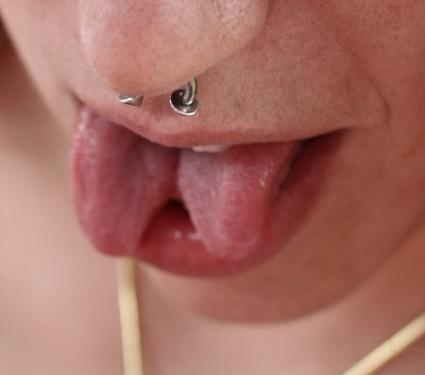
شخص لديه تشعب اللسان.

تشعب اللسان ، أو انقسام اللسان ، هو نوع من تعديل الجسم حيث يتم قطع اللسان مركزيًا من طرفه إلى الخلف مثل القاعدة السفلية ، مما يؤدي إلى تشعب النهاية.
قد يكون اللسان المشقوق من المضاعفات غير المقصودة لثقب اللسان  أو تشوه خلقي نادر مرتبط بمرض السكري لدى الأم ،   متلازمة إيليس فان كريفيلد ، متلازمة غولدنهار ، ومتلازمة كليبل فيل . 